# Рогачовський повіт
Рогачо́вський пові́т (рос. Рогачёвский уезд) — адміністративно-територіальна одиниця в 1772―1924 роках. У 1772―1775 роках повіт у складі Рогачівської провінції Могилівської губернії Російської імперії. З 1796 року є у складі Білоруської губернії, від 1802 р. — знову в Могилівській губернії, з квітня 1919 року — у Гомельській губернії.

## Історія
До Першого поділу Речі Посполитої Рогачевське староство перебувало у складі Речицького повіту Мінського воєводства Великого Князівства Литовського. Після поділу, що відбувся в 1772 р., був утворений даний Рогачевський повіт, що увійшов до складу Рогачевської провінції Могилевської губернії Російської імперії. Цей повіт охоплював частину стародавньої білоруської «сожської шляхти» (названої так від річки Сож) і «друтської шляхти» (від річки Друть).

### Адміністративно-територіальний поділ наволості
1. Городецька (м. Городець),
2. Довська (с. Довськ),
3. Дудічська (с. Дудічи),
4. Кістєнєвська (с. Кістєні),
5. Кормянська (м. Корма),
6. Кошелєвська (с. Кошелєво),
7. Луковська (с. Луки).
8. Меркуловичська (с. Меркуловичі),
9. Недойкська (с. Недойкі),
10. Полєська (с. Полєсьє),
11. Покотська (с. Покоть),
12. Расохська (с. Расохі),
13. Рєчковська (с. Рєчкі),
14. Старо-Руднянська (с. Стара Рудня),
15. Столбунська (с. Столбуни),
16. Стрешинська (м. Стрешин),
17. Тіхінічська,
18. Чечерська (адміністративний центр — м. Чечерськ).

- 27 травня 1772 р. — Указ про управління провінціями, приєднаних до Росії від Польщі. Із цих провінцій вирішено утворити дві губернії: Псковську й Могильовську; до складу останньої призначено Рогачовську провінцію.
- 9 жовтня 1772 р. — м. Рогачов призначено провінційним містом Рогачовської провінції Могильовської губернії.
- 2 серпня 1773 р. — утворений склад Рогачовської провінції Російської імперії;
- 22 березня 1777 р. — після порівняння повітів Білоруських губерній щодо простору й населення, зроблений новий розподіл, згідно з яким Могильовська губернія створена з 12 повітів, у тому числі Рогачовського.
- 2 квітня 1777 р. — у складі Могильовської губернії;
- 1793 р. — залишок території Рогачовськой волості приєднаний до Російської імперії (до східних земель уздовж річки Друть і Дніпро).
- 12 грудня 1796 р. — Могильовська й Полоцька губернії з'єднані в одну губернію — Білоруську, у штаті якої в грудні того ж року Рогачов не вказаний у числі повітових міст.
- 23 грудня 1796 р. — у складі Білоруської губернії. Південна частина повіту приєднана до Гомельського повіту, а на півночі до нього приєднана частина Черіковского повіту й частина скасованого Биховського повітів;
- 27 лютого 1802 р. — з Білоруської губернії утворено дві губернії: Могильовську й Вітебську; причому перша складена з 12 повітів, у тому числі Рогачовського. Повіт у складі Могильовської губернії з відновленням меж 1777 року.
- 1861 р. — повіт має 18 волостей;
- У 1864 р. — шляхтичів колишнього Великого князівства Литовського налічувалося в даному повіті 6064 чоловічої статі, 6100 жіночої статі (усього 12164 осіб шляхти), а жителів усього повіту — 121627 людей (обох статей)[4];
- 1900 р. — волості Поліська, Покотська, Рєчковська, Столбунська внесені до складу Гомельського повіту.
- Лютий-березень 1919 р. — повстання в Кормі й Рогачові[5].
- 26 квітня 1919 р. — у Гомельській губернії, Дудічська волость передана в Гомельський повіт;
- 14 лютого 1923 р. — у Рогачовський повіт уведені Боханська, Бичанська, Ново-Биховська й Чигиринська волості скасованого Биховського повіту (Старо-Биховського);
- 9 травня 1923 р. — у Рогачовський повіт уведені частина Чеботовичської волості Гомельського повіту й Єкімово-Слобідська волость Речицького повіту, а Чечерська волость передана в Гомельський повіт;
- 3 березня 1924 р. — повіт як район у складі БРСР;
- 17 липня 1924 р. — район скасований, його територія ввійшла в Бобруйський і Могильовський округи.

З 1900 р. і до 1919 р. у склад Рогачовського повіту входило 9 містечок, а сам повіт ділився на волості:
1. Городецька (центр — містечко Городець),
2. Довська,
3. Дудічська,
4. Кістєнєвська,
5. Кормянська (центр — містечко Корма),
6. Кошелєвська,
7. Луковська,
8. Меркуловичська,
9. Недойська,
10. Расохська,
11. Старо-Руднянська,
12. Стрешинська (центр — містечко Стрешин),
13. Тіхінічська (центр — містечко Тихиничи),
14. Чечерська (центр — містечко Чечерськ);

і 9 містечок — Городець, Жлобин, Карпіловка, Корма, Свєржень, Стрешин, Тіхінічи, Чечерск, Шерстин.

### Географія
Рогачовський повіт перебував по обидва боки річки Дніпро, до того ж найбільша частина знаходилася на лівому березі. Територія повіту також охоплювала частину басейну річок Друть і Сож. Повіт перебував на півдні Могильовської губернії, на північ від нього розташовувалися Биховський і Черіковський повіти, на південь — Гомельський. На заході повіт межував із Мінською, а на сході із Чернігівською губерніями.
Відповідно до відомостей військово-топографічної зйомки його територія становила 128 470 квадратних метри або 6 216 квадратні версти. Таким чином, повіт був найбільшим у губернії.
Рогачовський повіт перебував на території Полісся, де переважно зосереджені ліси й болота. Чудова відкрита рівнина в західній частині повіту; вона починається ще в Биховському повіті близько села Хотовня й Землиці й простягався на південь до річки Сож, до с. Раскова, Меркуловичи і м. Чечерська; довжина її до 45 верст, ширина до 30; ця рівнина населена й плодородніша частина повіту. Більш підвищена місцевість зустрічається тільки уздовж правих берегів, протікаючих тут річок.
Ґрунт повіту переважно піщано-глинистий, місцями чорноземний, і за родючістю зараховується до найкращих у губернії; з викопних багатств відома тут тільки болотна залізна руда, яка втім, не розробляється.
Уся площа повіту лежить у системі річки Дніпро, який, вийшовши з Биховського повіту, тече в західній половині повіту в головному напрямку від Півночі до Півдня на просторі від с. Шапчиці до річища р. Березини. Дніпро судноплавний на всьому протязі; єдина пристань перебуває при місті Рогачові. Із припливів його більш за інші значні: Березина, що служить тільки самою нижньою частиною плину границею з Мінською губернією, Дубосна, що протікає по більшій частині теж по границі з Мінською губернією, Друть, Окра, Ржача, Сож з Беседдю, Чечерою, Покоттю, Ліною й ін. Із цих річок Друть і Беседь сплавні, а Сож судноплавна. На момент 1865 р. по ріці Сож навантаження проводилося тільки на пристані м. Чечерську, саме 57600 пудів, лісу, лісових матеріалів, лісових виробів, дьогтю 1500 пудів, перевести 2500 пудів, хлібного вина 4500 цебер. Озер чудових немає; вони переважно лежать у долинах річок Дніпро й Сож. Болота групуються в південно-західній частині; з них особливо чудові: Юново, що простягнеться між річкою Дубосною і Добрицею (правий приплив Друті), що й служить продовженням величезного болота, що розстеляється по повітах Биховському й Могильовському; Годіловичське, що починається в с. Годіловичи й минаюче через села Городець, Стлиня, Лорзову, Бронниці, Вікторини, Заболотьє й Михалєвки до річки Сож; довжина його до 75 верст, а ширина 260—300 сажень; воно вкрите лісом і прохідне тільки з веслуванням; Порожнє виходить із лісів на границі Биховського повіту, простягаючи повз Вороновщини до р. Сож; воно тонке й непрохідне.
Повіт належить до числа лісистих; під лісами більш 320 тис. десятин (більш половини всієї площі); до 1868 р. з 60452 десятин усіх казенних земель було під лісами 32668 десятин або 53 %; головна порода лісу — дуб.
Повіт розділений на 3 стани; казенні селяни становили 3 спільноти, селяни-власники розділені на 25 волостей, 299 спільнот (гуртів); більші володіння мав тут граф Чернишов і Кругліков.
У повіті 10 містечок (Городець, Жлобин, Карпіловка, Корма, Нові Журавічи, Свєржєнь, Стрешин, Тіхінічи, Чечерськ і Шерстин); селища взагалі малолюдні; тільки м. Жлобин, Корма, Стрешин і Чечерськ мають більш 1000 душ обидвох статей.
Головне заняття жителів становлять хліборобство й лісопромисловість, до побічних же належать роботи на судноплавних і сплавних річках, під час навігації перевезення вантажу, і є під-заробітки на стороні, особливо при обладнанні залізних і шосейних доріг. Із хлібів переважно сіють жито, ячмінь і овес, із промисловою метою розводять льон, що відправляється в м. Ригу через м. Вітебськ; у деяких місцях розводили в великих розмірах цукрові буряки, що надходить на місцеві цукроварні (заводи); хліба завжди майже досить для місцевого продовольства. Заводська промисловість у 1866 р. обмежувалася 17 заводами, з них 2 цукроварних, 1 горілочний, 11 винокурних, 1 вапняний і 2 скляних; цукробурякові заводи перебували у фольварках Наст і Остерманськ. Найкращі ярмарки були в м. Жлобин і м. Чечерськ.
Загальна площа Рогачовського повіту 6546,1 квадратні версти.

### Населення
- У 1864 р. — 121,6 тис. осіб (шляхти — 9,3 %, міщан — 7 %; православних — 87,7 %, католиків — 5,4 %, юдеїв — 6,1 %).
- Згідно з відомостями за 1866 р. кількість жителів у Рогачовському повіті (без міста) 110895 душ обидвох статей (52122 чоловічої статі), з містом на 1 квадратний метр по 914 душ обидвох статей. У числі жителів: дворяни 1478, міщани 7344 (у містечках), дворян однодворців 10032, селян казенних 9520, євреїв-землевласників 609, селян власників 78193. Не православних: розкольників 798, католиків 5855, протестантів 14 і юдеїв 5873. У 1866 р. у повіті було церков православних 67 (12 кам'яних), розкольницьких молитовень 3, католицьких церков 3, каплиць 16, синагог 2 і молитовних шкіл 15.
- У 1885 р. — 142,9 тис. осіб.
- За даними Першого Всеросійського перепису населення 1897 р.[7] у Рогачевском повіті нараховувалося 224652 людей (тільки в м. Рогачов — 9038). По конфесіональній приналежності: православних — 193 003, католиків — 7 779, старообрядців — 1 751, протестантів — 160. За національним складом: білорусів — 195 296 душ (86,92 %), євреїв — 21 867 (9,73 %), росіян — 4427 (1,97 %), поляків — 2383 (1,1 %). Селян — 181 830, міщан — 37 544, шляхти — 3 895, духівництва — 582, купців — 177.

### Інфраструктура
- Існувала вчительська семінарія, народні училища, церковно-парафіяльні школи, приватні гімназії й тому подібне.
- У Рогачевському повіті діяли: костел Антушевський, Жлобинська каплиця, Карпиловський костел, костел Люшевський, Озеранський костел, костел Рогачевський, Сверженський костел, костел Чечерський, костел при ІІІ окрузі окремого корпусу внутрішньої варти, церковний прихід рухливий 6-го округу окремого корпусу внутрішньої варти, каплиця Рудня-Шлягіна й інше.
- По даним 1881 р. у повіті діяло 94 фабрики, 6 спиртзаводи (у 1864 р. — 26), 10 шкіряних заводів, 9 цегельних заводів, 1 фабрика сірників, 376 млинів й інші невеликі підприємства. Ярмарки проводилися в Рогачеві, Чечерську, Жлобині. Серед великих землевласників були відомі Сеножецькі, Сулістровські, Булгаки, Чернишов-Круглікови, фон-Вермоти.

### Маршалки повіту
- У 1782—1783 рр. — Парчевський Юзеф гербу Налєч[8]
- У 1790 р. — Биковський Феліціан гербу Гриф,
- У 1798 р. — Сакович Петро гербу Помян, Случановський Людвіг;
- у 1799—1800 рр. — Ланєвський гербу Корчак;
- у 1805 р. — Дерналович Доріа Вінцентій гербу Любич;
- у 1809 р. — Волк Ланєвський Микола гербу Труби;
- у 1811—1818 рр. — Биковський Герард гербу Гриф;
- у 1812—1817 рр. — Пузина Томаш гербу Огінєц;
- у 1858—1863 рр. — Оскерко Ян гербу Мурделіо, Жуковський Олександр гербу Гриф.